# Matjaž Han
Matjaž Han (ur. 17 stycznia 1971 w  Celje) – słoweński polityk, przedsiębiorca i samorządowiec, poseł do Zgromadzenia Państwowego, od 2022 minister, od 2024 lider Socjaldemokratów.

## Życiorys
Ukończył liceum handlowe w Celje. Pracował w rodzinnym przedsiębiorstwie, pełnił funkcję jego dyrektora. Zaangażował się w działalność polityczną w ramach Socjaldemokratów. W latach 1998–2002 był przewodniczącym komisji gospodarki w gminie Radeče. Od 2006 do 2011 pełnił funkcję burmistrza tej gminy.
W 2004 po raz pierwszy uzyskał mandat posła do Zgromadzenia Państwowego. Z powodzeniem ubiegał się o reelekcję w wyborach w 2008, 2011, 2014, 2018 i 2022. W 2014 stanął na czele frakcji poselskiej swojego ugrupowania. W czerwcu 2022 objął urząd ministra rozwoju gospodarczego i technologii w rządzie Roberta Goloba. W styczniu 2023 w tym samym gabinecie przeszedł na nowo utworzone stanowisko ministra gospodarki, turystyki i sportu. W kwietniu 2024 zastąpił Tanję Fajon na funkcji przewodniczącego Socjaldemokratów.